# Championnat de Suisse de tchoukball LNA 2009-2010
Navigation
Édition précédente Édition suivante
La ligue nationale A du championnat de Suisse de tchoukball est la première division du tchoukball suisse. L'édition 2009-2010 oppose 8 équipes qui viennent toutes de Suisse romande.

## Format de la compétition
Chaque équipe joue deux matchs (aller-retour) contre chaque autre équipe. Une victoire rapporte trois points, un, match nul deux points et une défaite un point. Un match perdu par forfait ne rapporte pas de point. Au terme de la saison, en cas d'égalité de points, les équipes sont départagées de la manière suivante:
1. Confrontations directes: points obtenus, puis différence de points et enfin points marqués.
2. Tous les matchs: différence de points puis points marqués.

À l'issue du premier tour:
- Les quatre premières équipes disputent les play-offs, sous la forme de demi-finales puis finale et petite finale, se jouant au meilleur des trois matchs (une équipe accède au tour suivant lorsqu'elle a remporté deux matchs).
- Les équipes classées cinquième et sixième ont terminé leur saison.
- La septième et la huitième équipe disputent les barrages de promition-relégation contre les deux meilleures équipes de la LNB, selon le même format que les play-offs.

Les matchs se jouent selon les règles officielles de la FITB, à quelques exceptions près:
- Les matchs se jouent selon les règles du tchoukball sur terrain réduit (7 joueurs).
- Les équipes sont obligatoirement mixtes, à l'exception de l'équipe nationale féminine, qui bénéficie d'une dérogation au règlement.
- Les matchs se jouent en trois tiers-temps de 15 minutes.

## Equipes participantes
- Genève 1 (tenant du titre)
- Lausanne 1 (vice-champion)
- Chambésy
- La Chaux-de-Fonds
- Val-de-Ruz 1
- Lausanne Ouest
- PiraNyon
- Équipe nationale féminine

## Résultats et classements

### Saison régulière

#### Tableau des matchs
|                        | Genève 1 | Lausanne | Chambésy | La Chaux-de-Fonds | Val-de-Ruz 1 | Lausanne Ouest | PiraNyon | Équipe suisse féminine |
| ---------------------- | -------- | -------- | -------- | ----------------- | ------------ | -------------- | -------- | ---------------------- |
| Genève 1               |          | 51-55    | 60-69    | 56-64             | 70-57        | 70-27          | 74-59    | 64-51                  |
| Lausanne               | 60-60    |          | 53-60    | 62-69             | 52-58        | 64-41          | 57-42    | 65-30                  |
| Chambésy               | 57-54    | 65-61    |          | 70-67             | 84-51        | 77-46          | 70-50    | 58-42                  |
| La Chaux-de-Fonds      | 71-45    | 52-44    | 67-61    |                   | 69-66        | 30-0           | 70-60    | 57-33                  |
| Val-de-Ruz 1           | 62-55    | 55-63    | 63-61    | 69-58             |              | 71-25          | 64-60    | 63-52                  |
| Lausanne Ouest         | 36-60    | 26-61    | 31-73    | 20-65             | 40-63        |                | 38-61    | 40-54                  |
| PiraNyon               | 55-69    | 50-64    | 49-71    | 59-59             | 53-69        | 30-0           |          | 50-25                  |
| Équipe suisse féminine | 44-65    | 33-63    | 0-30     | 43-56             | 46-62        | 53-36          | 46-49    |                        |

#### Matchs par journée

##### 1rejournée
| Date              | Match                             | Score |
| ----------------- | --------------------------------- | ----- |
| 16 septembre 2009 | PiraNyon - Equipe suisse féminine | 50-25 |
| 17 septembre 2009 | Genève 1 - Lausanne               | 51-55 |
| 18 septembre 2009 | Val-de-Ruz - Lausanne Ouest       | 71-25 |
| 24 septembre 2009 | Chambésy - La Chaux-de-Fonds      | 70-67 |

##### 2ejournée
| Date           | Match                                   | Score |
| -------------- | --------------------------------------- | ----- |
| 2 octobre 2009 | La Chaux-de-Fonds - Lausanne            |       |
| 2 octobre 2009 | PiraNyon - Val-de-Ruz 1                 |       |
| 8 octobre 2009 | Chambésy - Genève 1                     |       |
| 9 octobre 2009 | Equipe suisse féminine - Lausanne Ouest |       |

##### 3ejournée
| Date            | Match                                 | Score |
| --------------- | ------------------------------------- | ----- |
| 16 octobre 2009 | Genève 1 - La Chaux-de-Fonds          |       |
| 16 octobre 2009 | Lausanne - Chambésy                   |       |
| 20 octobre 2009 | Lausanne Ouest - PiraNyon             |       |
| 23 octobre 2009 | Val-de-Ruz 1 - Equipe suisse féminine |       |

##### 4ejournée
| Date | Match | Score |
| ---- | ----- | ----- |
|      |       |       |
|      |       |       |
|      |       |       |
|      |       |       |

##### 5ejournée
| Date | Match | Score |
| ---- | ----- | ----- |
|      |       |       |
|      |       |       |
|      |       |       |
|      |       |       |

##### 6ejournée
| Date | Match | Score |
| ---- | ----- | ----- |
|      |       |       |
|      |       |       |
|      |       |       |
|      |       |       |

##### 7ejournée
| Date | Match | Score |
| ---- | ----- | ----- |
|      |       |       |
|      |       |       |
|      |       |       |
|      |       |       |

##### 8ejournée
| Date | Match | Score |
| ---- | ----- | ----- |
|      |       |       |
|      |       |       |
|      |       |       |
|      |       |       |

##### 9ejournée
| Date | Match | Score |
| ---- | ----- | ----- |
|      |       |       |
|      |       |       |
|      |       |       |
|      |       |       |

##### 10ejournée
| Date | Match | Score |
| ---- | ----- | ----- |
|      |       |       |
|      |       |       |
|      |       |       |
|      |       |       |

##### 11ejournée
| Date | Match | Score |
| ---- | ----- | ----- |
|      |       |       |
|      |       |       |
|      |       |       |
|      |       |       |

##### 12ejournée
| Date | Match | Score |
| ---- | ----- | ----- |
|      |       |       |
|      |       |       |
|      |       |       |
|      |       |       |

##### 13ejournée
| Date | Match | Score |
| ---- | ----- | ----- |
|      |       |       |
|      |       |       |
|      |       |       |
|      |       |       |

##### 14ejournée
| Date | Match | Score |
| ---- | ----- | ----- |
|      |       |       |
|      |       |       |
|      |       |       |
|      |       |       |

#### Classement
| Rang | Équipe                 | J  | G  | N | P  | F | PP  | PC  | Diff. | Pts |
| ---- | ---------------------- | -- | -- | - | -- | - | --- | --- | ----- | --- |
| 1    | Chambésy               | 14 | 12 | 0 | 2  | 0 | 906 | 694 | +212  | 38  |
| 2    | La Chaux-de-Fonds      | 14 | 11 | 1 | 2  | 0 | 854 | 688 | +166  | 37  |
| 3    | Val-de-Ruz 1           | 14 | 10 | 0 | 4  | 0 | 873 | 788 | +85   | 34  |
| 4    | Lausanne               | 14 | 8  | 1 | 5  | 0 | 824 | 692 | +132  | 31  |
| 5    | Genève 1               | 14 | 7  | 1 | 6  | 0 | 853 | 767 | +86   | 29  |
| 6    | PiraNyon               | 14 | 4  | 1 | 9  | 0 | 727 | 776 | -49   | 23  |
| 7    | Équipe suisse féminine | 14 | 2  | 0 | 11 | 1 | 552 | 758 | -206  | 17  |
| 8    | Lausanne Ouest         | 14 | 0  | 0 | 12 | 2 | 406 | 832 | -426  | 12  |

J: Matchs joués; G: Matchs gagnés (3 pts); N: Matchs nuls (2 pts); P: Matchs perdus (1 pt); F: Matchs perdus par forfait (0 pt); PP: Points marqués; PC: Points perdus; Diff.: Différence de points; Pts: Points

1er - 4e: Play-offs

5e - 6e: Finale pour la 5e place

7e - 8e: Barrages de promotion-relégation

### Play-offs

#### Pour le titre
|  |                   |            |            |            |            |              |     |        |        |        |        |        |
|  | 1/2 finale        | 1/2 finale | 1/2 finale | 1/2 finale | 1/2 finale |              |     | Finale | Finale | Finale | Finale | Finale |
|  |                   |            |            |            |            |              |     |        |        |        |        |        |
|  |                   |            |            |            |            |              |     |        |        |        |        |        |
|  | Chambésy          | (2)        | 65         | 63         | 66         |              |     |        |        |        |        |        |
|  | Chambésy          | (2)        | 65         | 63         | 66         |              |     |        |        |        |        |        |
|  | Lausanne          | (1)        | 67         | 60         | 63         |              |     |        |        |        |        |        |
|  | Lausanne          | (1)        | 67         | 60         | 63         | Val-de-Ruz 1 | (0) | 67     | 50     |        |        |        |
|  |                   |            |            |            |            | Val-de-Ruz 1 | (0) | 67     | 50     |        |        |        |
|  |                   |            | Chambésy   | (2)        | 71         | 78           |     |        |        |        |        |        |
|  | La Chaux-de-Fonds | (0)        | Chambésy   | (2)        | 71         | 78           | 63  | 55     |        |        |        |        |
|  | La Chaux-de-Fonds | (0)        |            |            |            |              | 63  | 55     |        |        |        |        |
|  | Val-de-Ruz 1      | (2)        | 65         | 60         |            |              |     |        |        |        |        |        |
|  | Val-de-Ruz 1      | (2)        | 65         | 60         |            |              |     |        |        |        |        |        |

#### Finale pour la3eplace
|  |                   |  |    |    |    |
|  | Finale 3e place   |  |    |    |    |
|  |                   |  |    |    |    |
|  |                   |  |    |    |    |
|  | La Chaux-de-Fonds |  | 68 | 0  | 58 |
|  | La Chaux-de-Fonds |  | 68 | 0  | 58 |
|  | Lausanne          |  | 67 | 30 | 68 |

#### Finale pour la5eplace
|  |                 |  |    |    |    |
|  | Finale 5e place |  |    |    |    |
|  |                 |  |    |    |    |
|  |                 |  |    |    |    |
|  | PiraNyon        |  | 47 | 58 | 41 |
|  | PiraNyon        |  | 47 | 58 | 41 |
|  | Genève 1        |  | 71 | 47 | 70 |

### Promotion-relégation
|  |                         |  |    |    |  |
|  | 7e ligue A - 2e ligue B |  |    |    |  |
|  |                         |  |    |    |  |
|  |                         |  |    |    |  |
|  | Équipe suisse féminine  |  | 51 | 58 |  |
|  | Équipe suisse féminine  |  | 51 | 58 |  |
|  | Meyrin                  |  | 48 | 34 |  |

|  |                          |  |    |    |  |
|  | 8e ligue A - 1er ligue B |  |    |    |  |
|  |                          |  |    |    |  |
|  |                          |  |    |    |  |
|  | Lausanne Ouest           |  | 51 | 36 |  |
|  | Lausanne Ouest           |  | 51 | 36 |  |
|  | Genève 2                 |  | 53 | 57 |  |